# Léon Blum
Léon Blum (París, 9 d'abril 1872 - Jouy-en-Josas, vora Versalles, 30 de març, 1950) fou un polític socialista francès que arribà a ser primer ministre i fins i tot cap del govern provisional entre els anys 1946 i 1947.

## Els seus inicis
Era fill d'una família jueva de classe mitjana. En la seva joventut fou amic del futur escriptor André Gide. Va estudiar dret a la Sorbona i es graduà el 1894. Treballà en el Conseil d'État, on va tenir una carrera brillant. Les seves contribucions al dret de la responsabilitat de l'Estat, encara són vigents. Paral·lelament, també feia carrera de crític literari. Aviat esdevingué una de les figures literàries més importants de França (col·laborà en La Revue blanche).
Va demostrar poc interès per a la política fins al cas Dreyfus del 1894, que va tenir en ell un efecte traumàtic com en tants altres jueus francesos. Fent campanya per a Dreyfus va contactar amb el líder socialista Jean Jaurès, a qui admirava. Començà a participar en el diari socialista, L'Humanité, i es va unir al Partit Socialista francès, del qual aviat n'esdevingué el principal teòric.

## Carrera política
Quan el 1914 esclatà la Primera Guerra Mundial, Jaurès fou assassinat i Blum va prendre més protagonisme en el partit. El 1919 fou nomenat membre del Comitè Executiu i elegit diputat pel departament del Sena (París) a l'Assemblea Nacional francesa. Malgrat el seu esperit conciliador i no condemnar la Revolució russa, no pogué evitar l'escissió dels comunistes, que fundaren el Partit Comunista Francès i s'endugueren la redacció de L'Humanité.
Aleshores va refer el partit, del qual fou representant per a l'Aude (Narbona) des del 1929. Tot i ser un marxista ortodox, no acceptà el leninisme i també s'oposà a donar suport als diversos governs d'esquerra burgesa, però la seva actitud canvià quan arribà Adolf Hitler al poder d'Alemanya el 1933. El 1935 va promoure amb els altres partits d'esquerra (inclosos els comunistes) la formació d'un Front Popular, que guanyà les eleccions del 1936.

### Primer ministre pel Front Popular
Fou així el primer socialista jueu que esdevenia primer ministre de França, raó per la qual fou bescantat pels antisemites i per la dreta autoritària ultracatòlica. També fou criticat pels seus partidaris, ja que no volgué donar suport als moviments obrers que feien crides a ocupar les fàbriques, ni al govern legítim de la Segona República Espanyola durant la Guerra Civil. Tot això el forçà a dimitir el 1937. Malgrat tot, el seu govern va aprovar la jornada laboral de 40 hores, va nacionalitzar les indústries d'armes i donà drets polítics a la població àrab d'Algèria.

## Ocupació alemanya de França
Quan el 1940 els nazis ocuparen França, no va fer cap intent de fugir del país, malgrat ser jueu i socialista, i fou un dels diputats que s'oposaren a la cessió de poders al mariscal Henri Philippe Pétain. Les autoritats de la França de Vichy l'arrestaren i el 1942 el jutjaren a Riom, on la seva brillant defensa posà en evidència Pierre Laval. Els nazis decidiren el 1943 internar-lo al camp de concentració de Buchenwald fins a l'abril de 1945, quan degut a l'avenç aliat, fou traslladat al camp de Dachau i més tard al Tirol. Alhora, el seu germà René Blum va ser assassinat al camp d'Auschwitz.

## La post-guerra europea
Després de la guerra fou breument primer ministre, ambaixador als Estats Units d'Amèrica i representant francès a les Nacions Unides. El 1946 va substituir Georges Bidault com a cap del govern provisional de la República francesa. Dimití el 1947, quan s'aprovà la nova constitució de la Quarta República Francesa i fou elegit president el també socialista Vincent Auriol. Després es retirà a Jouy-en-Josas, on va morir el 1950.